# Ampithoe kuala
Ampithoe kuala är en kräftdjursart. Ampithoe kuala ingår i släktet Ampithoe och familjen Ampithoidae. Inga underarter finns listade i Catalogue of Life.